# Torokoto (Barani)
Pour les articles homonymes, voir Torokoto.
Torokoto est un village  située dans la commune de de Barani de la province de Kossi au Burkina Faso.

## Histoire
Torokoto est un village ancien 
Torokoto, le grand-frère du village de Barani
Torokoto, le village des défunts guerriers
Torokoto, le village de la solidarité   
C'est un village située dans la commune de Barani mais existé avant le village de Barani , le village est un grand producteur de céréales ( occupe  plus de 25% dans la Boucle du Mouhoun) , 